# TRL Awards
I TRL Awards sono stati una manifestazione musicale organizzata dall'emittente televisiva MTV, volta a premiare ogni anno i cantanti e le canzoni pop più popolari della stagione televisiva. La prima edizione dei TRL Awards si è tenuta nel 2006 a Milano. Nelle prime sei edizioni il programma intendeva dare un riconoscimento a tutti quegli artisti che, nei vari anni, avevano reso popolare il noto show televisivo Total Request Live. A seguito della cancellazione del programma, avvenuta nel 2010, i TRL Awards hanno celebrato invece i protagonisti dell'intera stagione musicale e televisiva di MTV. La settima ed ultima edizione della manifestazione si è svolta a Firenze nel 2012, lasciando il posto l'anno successivo ai primi MTV Awards italiani.
Le prime due edizioni si sono svolte a Milano, in Piazza del Duomo (dove veniva condotto durante l'inverno il programma pomeridiano); la terza si è svolta a Napoli, in Piazza del Plebiscito; la quarta a Trieste, in Piazza Unità d'Italia; la quinta a Genova, nel Porto Antico; la sesta e la settima a Firenze, rispettivamente a Piazza Santa Croce e in Piazzale Michelangelo. 
La diretta della cerimonia veniva trasmessa ogni anno in diretta su MTV; nella terza e quarta edizione è stato trasmesso anche il backstage dello show su MTV Pulse.
Generalmente i premi principali venivano assegnati tramite votazioni sul sito ufficiale, mentre alcune categorie erano votabili solo attraverso il programma di messaggistica online Windows Live Messenger o via SMS, durante la diretta televisiva. In alcuni casi i premi venivano stabiliti da una giuria scelta da MTV.
L'artista ad aver vinto più premi nella storia dell'evento è la band italiana Finley con 4 riconoscimenti, seguono Avril Lavigne, Hilary Duff, Marco Carta e Modà con 3.

## Edizioni
| Anno | Luogo                 | Città   | Presentatore dal vivo                            | Presentatore backstage               |
| ---- | --------------------- | ------- | ------------------------------------------------ | ------------------------------------ |
| 2006 | Piazza del Duomo      | Milano  | Alessandro Cattelan e Giorgia Surina             | nessuno                              |
| 2007 | Piazza del Duomo      | Milano  | Alessandro Cattelan                              | nessuno                              |
| 2008 | Piazza del Plebiscito | Napoli  | Alessandro Cattelan e Elena Santarelli           | Carlo Pastore                        |
| 2009 | Piazza Unità d'Italia | Trieste | Carlo Pastore e Elisabetta Canalis               | Valentina Correani e Gemelli Diversi |
| 2010 | Porto Antico          | Genova  | J-Ax                                             | nessuno                              |
| 2011 | Piazza Santa Croce    | Firenze | Fabrizio Biggio, Francesco Mandelli e Nina Zilli | Brenda Lodigiani e Bruno Cabrerizo   |
| 2012 | Piazzale Michelangelo | Firenze | Valentina Correani e Club Dogo                   | nessuno                              |

## Categorie

### Principali
Questi sono i quattro premi principali dei TRL Awards: le seguenti categorie sono state presenti e premiate in tutte le edizioni degli Awards.
- Migliore artista femminile
- Migliore artista maschile
- Migliore artista emergente
- Migliore gruppo musicale

### Secondarie
- Best Fan
- Best Look
- Best Movie
- Best MTV Show
- Italians do it better

### Apparse occasionalmente

#### Anni 2000
- Best Event In Milan
- Best Lacrima Awards
- Best Live Moment
- Best Number #1
- Best Riempi-Piazza
- Best TRL Artist of the Year
- Best TRL City
- Best "Verrei ma non posso"
- Coppia Blockbuster
- Miglior Cartellone
- Miglior Momento Divertente
- Nokia Playlist Generation

#### Anni 2010
- Best International Act
- Hot&Sexy Award
- My TRL Best Video
- Too Much Award

### Speciali
- MTV History (precedentemente noto come TRL History)

## Record

### Artisti più nominati
| Numero delle Nomine | Nome dell'Artista |
| ------------------- | ----------------- |
| 10                  | Finley            |
| 9                   | Jesse McCartney   |
| 7                   | Hilary Duff       |
| 7                   | Tiziano Ferro     |
| 7                   | Lost              |
| 6                   | Lady Gaga         |
| 6                   | Rihanna           |
| 6                   | Katy Perry        |
| 6                   | Britney Spears    |
| 6                   | Avril Lavigne     |
| 6                   | Sonohra           |

### Artisti più premiati
| Nomine | Artista       |
| ------ | ------------- |
| 4      | Finley        |
| 3      | Hilary Duff   |
| 3      | Avril Lavigne |
| 3      | Tokio Hotel   |